# Hierodula prosternalis
Hierodula prosternalis är en bönsyrseart som beskrevs av Werner 1916. Hierodula prosternalis ingår i släktet Hierodula och familjen Mantidae. Inga underarter finns listade i Catalogue of Life.